# Самнер (округ Тремполо, Вісконсин)
Самнер (англ. Sumner) — місто (англ. town) в США, в окрузі Тремполо штату Вісконсин. Населення — 840 осіб (2020).

## Демографія
Згідно з переписом 2010 року, у місті мешкало 810 осіб у 307 домогосподарствах у складі 240 родин. Було 317 помешкань
Расовий склад населення:
| - 98,5 % — білих - 0,4 % — азіатів - 0,2 % — чорних або афроамериканців - 0,1 % — корінних американців |

До двох чи більше рас належало 0,7 %. Частка іспаномовних становила 0,7 % від усіх жителів.
За віковим діапазоном населення розподілялося таким чином: 23,6 % — особи молодші 18 років, 59,7 % — особи у віці 18—64 років, 16,7 % — особи у віці 65 років та старші. Медіана віку мешканця становила 44,7 року. На 100 осіб жіночої статі у місті припадало 100,0 чоловіків;  на 100 жінок у віці від 18 років та старших — 103,0 чоловіків також старших 18 років.
Середній дохід на одне домашнє господарство  становив 74 657 доларів США (медіана — 59 018), а середній дохід на одну сім'ю — 83 921 долар (медіана — 66 964). Медіана доходів становила 41 741 долар для чоловіків та 35 625 доларів для жінок. За межею бідності перебувало 4,6 % осіб, у тому числі 8,1 % дітей у віці до 18 років та 3,3 % осіб у віці 65 років та старших.
Цивільне працевлаштоване населення становило 408 осіб. Основні галузі зайнятості: освіта, охорона здоров'я та соціальна допомога — 22,1 %, виробництво — 16,2 %, роздрібна торгівля — 15,4 %.